# Had Kourt
Had Kourt (en árabe حد كورت) es una comuna marroquí, situada en la provincia de Sidi Kacem, en la región de Rabat-Salé-Kenitra.

## Geografía física

### Localización
Had Kourt se encuentra en la región de Rabat-Salé-Kenitra, en la provincia de Sidi Kacem, a 53 km al norte de la capital provincial.

## Demografía
Según el último censo realizado por el Alto Comisionado de Planificación, Had Kourt tenía en el año 2014 una población total de 7 819 habitantes. Todos ellos se encuentran en un único núcleo de población.

## Economía

### Empleo
La población activa está formada fundamentalmente por varones. El 74.2 % de los varones se encuentran empleados o en búsqueda de empleo, mientras que solo el 18 % de las mujeres buscan o disponen de empleo.
La tasa de desempleo se situaba en el año 2014 en el 18.3 %. Entre la población masculina, la tasa de desempleo se situaba en el 10.5 %, mientras que entre las mujeres esta tasa se incrementa hasta el 49 %.

## Transportes
En Had Kourt se encuentran cuatro carreteras provinciales: la P4531, la P4228, la P4549 y la P4240.

## Abastecimiento
El 94 % de los hogares dispone de electricidad. El 84.1 % dispone de agua corriente y el 69.6 % cuenta con conexión a una red de alcantarillado público.

## Educación
La tasa de analfabetismo se sitúa en Had Kourt en el 32.1 %. Existe una importante diferencia entre la población masculina y la femenina. El 22.4 % de los varones no saben leer ni escribir, mientras que en el caso de las mujeres este porcentaje sube al 41.6 %.
La tasa de escolarización entre los niños de 7 a 12 años se sitúa en el 97.5 %. En este caso la diferencia entre varones y mujeres es insignificante: un 97.6 % entre los niños y un 97.5 % entre las niñas.